# Bülent Şık
Bülent Şık es un ingeniero en alimentos y activista turco. Fue condenado por revelar los resultados de un estudio gubernamental sobre contaminación ambiental y carcinógenos. Hermano de Ahmet Şık, periodista. 

## Trayectoria
Şık ha trabajado en la Universidad Akdeniz en Antalya, donde fue subdirector del Centro de Investigación Agrícola y de Seguridad Alimentaria.
A principios de la década de 2010, Şık trabajó en un proyecto de investigación de cinco años para el Ministerio de Salud de Turquía investigando una posible relación entre la alta incidencia de cáncer en el oeste de Turquía ( Kocaeli, Tekirdağ, Kırklareli, Edirne y Antalya )   y toxicidad en el suelo, el agua y los alimentos locales. Şık encontró niveles peligrosos de toxicidad en varias muestras de alimentos y agua, y concluyó que el agua en varias áreas residenciales no era potable. En 2015, informó de sus hallazgos al gobierno. En 2016, fue despedido de su puesto universitario como profesor asistente por un decreto-ley presidencial tras haber firmado un manifiesto "pidiendo la paz entre las fuerzas turcas y los militantes kurdos en el sureste de Turquía".

En abril de 2018, Şık publicó sus conclusiones en el periódico Cumhuriyet.  El Ministerio de Salud demandó a Şık por "revelar información confidencial y provocar escándalo público".  El 26 de septiembre de 2019, Şık fue condenado a 15 meses de cárcel por "revelar información".